# Zuzana Cigánová
Zuzana Cigánová (* 23. června 1947 Bratislava) je slovenská herečka a spisovatelka, sestra loutkářského výtvarníka a animátora Petra Cigána.
Studovala na VŠMU v Bratislavě. Od roku 1970 působí v činohře Slovenského národního divadla. Účinkovala téměř ve dvou stech televizních filmech a inscenacích. Je také spisovatelkou. Má dceru Katarínu a vnuky Teodora Oskara.

## Literární dílo
- Kúsok cesty okolo sveta (1994?)
- Dopadne to dosť dobre, pes bude rád (1995)
- K+K (2004)
- Šampanské, káva, pivo (2007) Finále súťaže Anasoft litera
- Špaky v tŕní (2012) Finála súťaže Anasoft litera
- Divadelná hra - divadelní hra (2012)
- Aksál (2016) Finále súťaže Anasoft litera

## Filmografie, výběr
- 1960 Trinásťroční – pov. Malá manekýnka (Katka)
- 1966 Romance pro křídlovku (Terina)
- 1967 Rok na dedine (Dorka)
- 1969 Kladivo na čarodějnice
- 1969 Slávnosť v botanickej záhrade (Margita)
- 1973 Prípad krásnej nerestnice (Wittgruberová)
- 1977 Sázka na třináctku (Květa)
- 1979 Tím pádem (doktorka)
- 1983 Putování Jana Amose (Magdalena)
- 1986 Safari (TV seriál)
- 1986 Alžbetin dvor (TV seriál)
- 1990 Súkromné životy